# Гафаити, Адель
Мохаме́д Нурреди́н Аде́ль Гафаити́ (фр. Mohamed Nurredin Adel Gafaiti, род. 16 июля 1994, Нантер) — алжирско-французский футболист, защитник

## Биография
До 2011 года занимался в футбольной школе «Нанси». В 2011 году перешел в шотландский «Рейнджерс», где выступал в молодёжной команде. Спустя год покинул клуб из Глазго, в связи с его финансовыми проблемами и перешёл в английский «Норвич Сити». В Англии продолжил выступать в молодёжном составе клуба, ни разу не появившись на поле в основной команде. В 2014 году был отдан в аренду в «Олдем Атлетик», где дебютировал на профессиональном уровне, в марте 2014 года выйдя на замену в матче футбольной Лиги один против «Кроли Таун». Тем не менее этот матч так и остался единственным для Гафаити в составе «Олдем Атлетик». По окончании срока аренды вернулся в «Норвич», где так же не отыграл ни одной игры.
В 2016 году перешёл в алжирский клуб «Оран», в составе которого провёл одну игру в чемпионате Алжира, против «Белуиздада». В 2017 году перебрался во францию, где играл в любительских клубах из лиги Насьональ 3. В марте 2018 года подписал с кропивницкой «Звездой», однако уже в июне того же года покинул украинский клуб, отыграв 9 игр (8 матчей в чемпионате и 1 — в плей-офф за сохранение места в Премьер-лиге).